# جيروم ريفيير
جيروم ريفيير (بالفرنسية: Jérôme Rivière) هو محامي وسياسي فرنسي، ولد في 8 يوليو 1964 في فرنسا. حزبياً، نشط في الاتحاد من أجل الديمقراطية الفرنسية والديمقراطية الليبرالية (حزب سياسي) والاتحاد من أجل حركة شعبية والحزب الجمهوري (فرنسا). وقد انتخب نائب فرنسي عن دائرة Alpes-Maritimes's 1st constituency ‏ خلال فترته النيابية ‏ (19 يونيو 2002 – 19 يونيو 2007).

## وصلات خارجية
- الموقع الرسمي